# Rohatyn

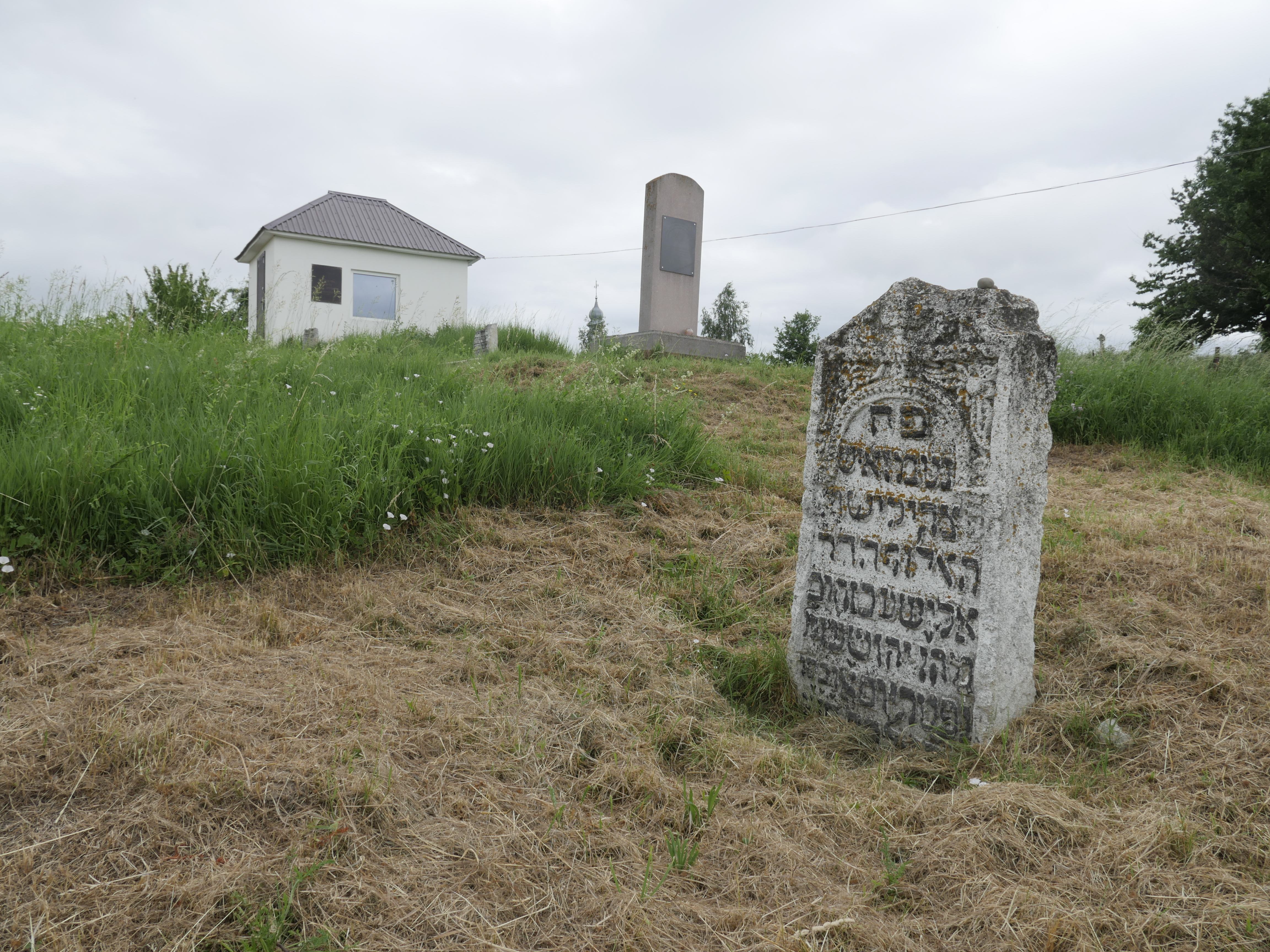
Cmentarz żydowski w Rohatynie

Rohatyn (ukr. Рогатин) – miasto na Ukrainie, w obwodzie iwanofrankiwskim, w rejonie iwanofrankiwskim.
Do czasu likwidacji rejonu rohatyńskiego jego siedziba.
Rohatyn leży nad Gniłą Lipą, w obwodzie iwanofrankowskim (stanisławowskim), dekanat halicki, 8,8 tys. mieszkańców (2001). Przemysł spożywczy. Węzeł drogowy. Przez miasto przebiega ukraińska droga krajowa N09. Stacja kolejowa Rohatyn na linii Tarnopol – Stryj.
Miasto królewskie I Rzeczypospolitej lokowane w 1390 roku położone było w XVI wieku w województwie ruskim.

## Historia
Pierwsza wzmianka o tej miejscowości pochodzi z 15 maja 1390 z dokumentu papieża Bonifacego IX wystawionego biskupowi przemyskiemu Erykowi z Winsen. W 1415 otrzymał prawa miejskie od króla Władysława Jagiełły. W 1440 wzmianka o pierwszym kościele katolickim. W 1509 splądrowane przez hospodara mołdawskiego Bohdana, a wdowa po dziedzicu, Barbara z Pileckich, uprowadzona wraz z synami Rafałem i Piotrem. W 1520 najechany przez Tatarów, którzy porwali Aleksandrę Lisowską (Roksolanę), późniejszą żonę Sulejmana Wspaniałego i matkę sułtana Selima II. W 1535 król Zygmunt Stary przekazał miasto w zarząd dożywotni królowej Bonie. W 1538 wybudowano w mieście późnogotycki kościół. W 1539 król wydał przywilej nakazujący wybudować w mieście fortyfikacje, ratusz i sukiennice. Od 1558 do 1562 roku proboszczem był tu Marcin Kromer. W 1614 Mikołaj Wysocki z Kwoczan ufundował w mieście kościół i klasztor zakonu dominikanów. W 1625 w Rohatynie na pewien czas schronił się przed zarazą Symeon z Zamościa. W 1648 zajęty przez powstańców kozackich Bohdana Chmielnickiego. W 1666 ponownie konsekrowano kościół farny. W II poł. XVIII w. starostwo rohatyńskie posiadał kasztelan Józef Bielski (Bilski). 
Podczas I rozbioru Polski w 1772 roku Rohatyn został włączony do Austrii. W 1775 roku miasto jako odszkodowanie otrzymała księżna Zofia Lubomirska. Niedługo później wybudowano w mieście pałac. W 1784 r. władze austriackie skasowały klasztor dominikanów w Rohatynie. W 1852 roku w pobliżu miasta wybudowano linię kolejową Halicz-Tarnopol. W 1914 roku podczas I wojny światowej w pobliżu miasta prowadzono ciężkie walki pozycyjne pomiędzy wojskami rosyjskimi i austriackimi.
W II Rzeczypospolitej stolica powiatu w województwie stanisławowskim. W sierpniu 1920 r. po ciężkich walkach z Rosjanami w pobliżu wsi Dytiatyn (Bitwa pod Dytiatynem) miasto zajął 37 Łęczycki Pułk Piechoty. W 1927 został wybity medal upamiętniający o treści Królewskie miasto Rohatyn, zaprojektowany przez Rudolfa Mękickiego.
W 1930 roku miasto liczyło 8 tys. mieszkańców. Przed 1939 wśród mieszkańców byli mennonici.
Po 17 września 1939 roku do Rohatyna wkroczyły wojska sowieckie. Dokonały one egzekucji polskich jeńców, mordując także ludność cywilną, w tym kobiety i dzieci. 
Latem 1941 roku, po ataku III Rzeszy na ZSRR, Rohatyn był zaledwie jedną z dwóch miejscowości na zachodniej Ukrainie, gdzie władzę krótkotrwale przejęli melnykowcy a nie banderowcy. 5 lipca 1941 doszło tutaj do próby pogromu - Ukraińcy zamknęli około 500 żydowskich mężczyzn w synagodze, którą planowali podpalić. Według jednej z wersji wydarzeń pogromowi zapobiegli Niemcy z 257 dywizji piechoty, którzy w tym czasie wkroczyli do Rohatyna i, nie orientując się w sytuacji, nakazali zebranym rozejście się. Według innej wersji Niemcy byli w zmowie z Ukraińcami i doszło po pozorowanej próby egzekucji po to, by wymusić na Żydach zapłatę okupu. W 1942 roku Niemcy wymordowali tu około 3,5 tys. okolicznych Żydów. W okolicznych wsiach Potok, Zalipie, Czercze, Puków, Wierzbołowce w latach 1941–1943 Ukraińska Powstańcza Armia dokonała licznych mordów na ludności polskiej. W różnych okolicznościach zamordowała też 16 mieszkańców miasta. W 1945 roku ludność polską wysiedlono, a miasto włączono do ZSRR.
Od 1995 r. w parafii rzymskokatolickiej w Rohatynie i okolicznych wioskach posługę pełnią siostry prezentki. 

## Zabytki

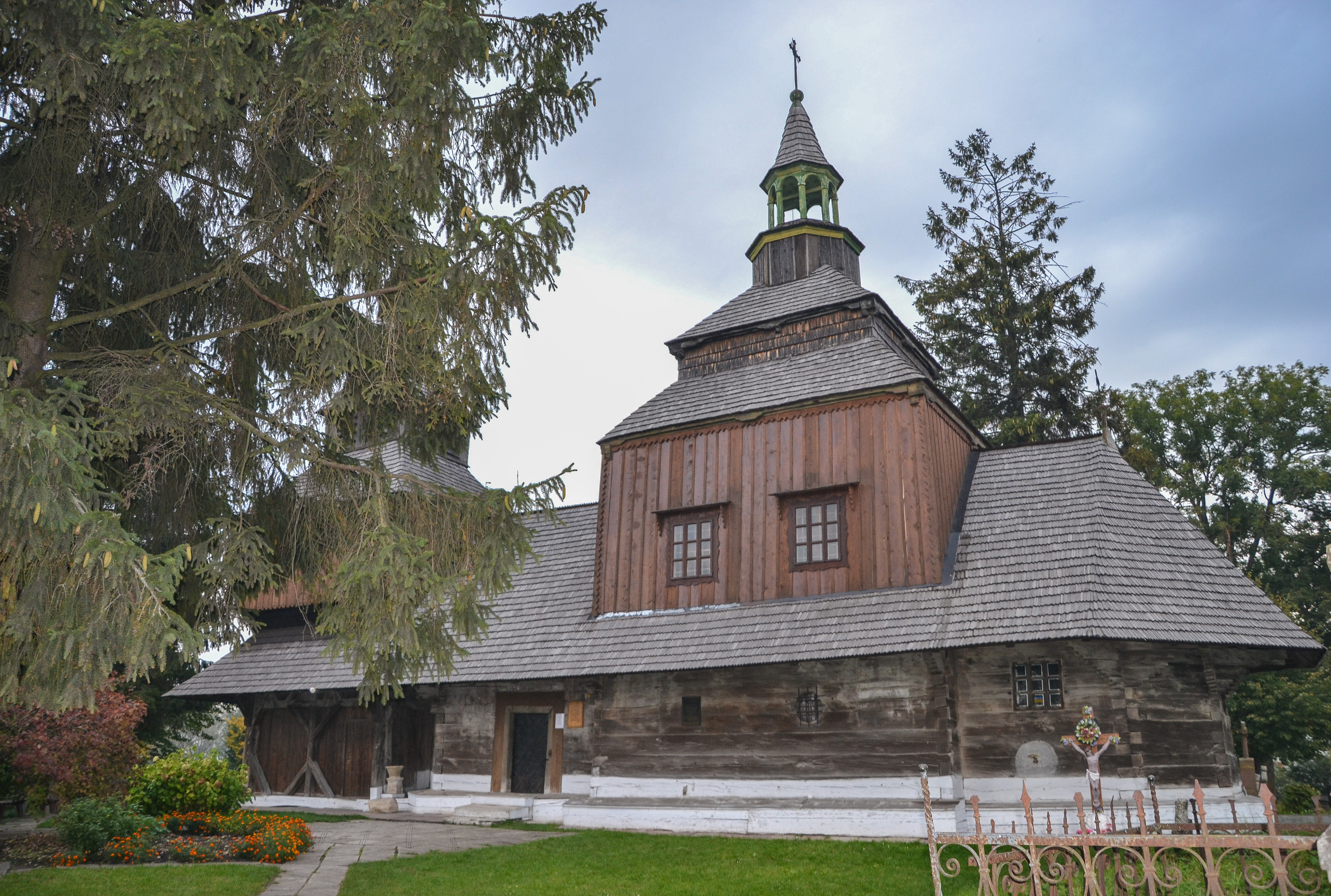
Cerkiew św. Ducha

- cerkiew drewniana św. Ducha z XVII-wiecznym ikonostasem, wpisana na listę UNESCO
- cerkiew murowana pw. Narodzenia Matki Boskiej z drugiej poł. XVI wieku[4]
- cerkiew unicka św. Mikołaja z drewna z 1729 r.
- cmentarz żołnierzy polskich z 1920 r.
- kościół pw. świętego Mikołaja z 1533 r., późnogotycki, halowy, fundacji Ottona Chodeckiego. W XVI wieku dobudowano wieżę i dwie kaplice. Na początku XVII wieku proboszczem w nim był Piotr Skarga. W latach 30 XVII wieku z zewnątrz ozdobiono w duchu renesansu lubelskiego prawdopodobnie przez warsztat Jana Wolffa (analogie zdobień do kościołów w Turobinie i Uchaniach). 19 stycznia 1686 roku król Jan III Sobieski wydał w Żółkwi przywilej, potwierdzający mianowanie sekretarza królewskiego ks. Konstantego Mrozowickiego, archidiakona lwowskiego na proboszcza tutejszej parafii[14]. Konsekrowany ponownie po zniszczeniach z poł. XVII wieku. Zwieńczenie wieży z 1862 roku, przebudowane po zniszczeniach z okresu I wojny światowej. W 1944 roku uszkodzony przez trzy bomby[4]. Po 1945 roku zamieniony na magazyn zboża, potem sklep meblowy, a wyposażenie całkowicie zniszczono. W 1991 wrócił do katolików. We wnętrzu zrekonstruowany w 2000 roku ołtarz główny. Na ścianie zewnętrznej zachowała się marmurowa tablica z 1891 roku upamiętniająca setną rocznicę Konstytucji 3 Maja.
- obelisk ku czci Adama Mickiewicza, wzniesiony przy kościele z okazji 100. rocznicy urodzin wieszcza
- Zakład Sióstr Miłosierdzia św. Wincentego à Paulo (szarytek) z 1882 roku, ustanowiony dzięki zapisowi testamentowemu hrabiego Leopolda Krasińskiego. We wnętrzu krypta Krasińskich[15].
- zamek[16]
- cmentarz żydowski

## Pobliskie miejscowości
- Brzeżany
- Bursztyn
- Chodorów
- Kozowa
- Podhajce

## Współpraca międzynarodowa
Miasto Rohatyn współpracuje z polskim miastem Radlin na Górnym Śląsku

## Rohatyn w kulturze
- Liczne nawiązania do miasta w XVIII wieku znajdują się w powieści Olgi Tokarczuk pt. Księgi Jakubowe (2014).
- Z Rohatyna (Rogatino) pochodzi Red Sonya, bohaterka opowiadania Roberta E. Howarda The Shadow of the Vulture (1934), luźny pierwowzór komiksowo-filmowej Red Sonji.

## Sport
W czasach II RP w mieście siedzibę miał klub piłkarski Polonia-Strzelec Rohatyn.

## Osoby związane z Rohatynem
Honorowi obywatele
- Kazimierz Badeni[19]
- Seweryn Bańkowski[20]
- Seweryn Kniaziołucki (1909)[21]